# 김상준 (1993년)
김상준(한국 한자: 金相濬, 1993년 6월 25일 ~ )은 대한민국의 전직 축구 선수로 현역 시절 고양 자이크로와 춘천시민축구단에서 공격수로 활동했다.